# Wu Meijin
Wu Meijin (en chino: 吴美锦; Shaowu, 25 de abril de 1980) es un deportista chino que compitió en halterofilia.
Participó en los Juegos Olímpicos de Atenas 2004, obteniendo una medalla de plata en la categoría de 56 kg. Ganó dos medallas de oro en el Campeonato Mundial de Halterofilia, en los años 2002 y 2003.

## Palmarés internacional
| Juegos Olímpicos   | Juegos Olímpicos   | Juegos Olímpicos | Juegos Olímpicos |
| Año                | Lugar              | Medalla          | Categoría        |
| ------------------ | ------------------ | ---------------- | ---------------- |
| 2004               | Atenas (Grecia)    | Medalla de plata | 56 kg            |
| Campeonato Mundial |                    |                  |                  |
| Año                | Lugar              | Medalla          | Categoría        |
| 2002               | Varsovia (Polonia) | Medalla de oro   | 56 kg            |
| 2003               | Vancouver (Canadá) | Medalla de oro   | 56 kg            |